# Инат (филм)
„Инат“ је југословенски ТВ филм из 1988. године. Режирао га је Фарук Соколовић, а сценарио су писали Зијо Диздаревић и Омер Зорабдић.

## Улоге
| Глумац              | Улога |
| ------------------- | ----- |
| Миодраг Кривокапић  | Јозо  |
| Зијах Соколовић     | Мујо  |
| Драган Јовичић      |       |
| Миодраг Радовановић |       |
| Никола Јурин        |       |
| Тахир Никшић        |       |
| Жан Маролт          |       |
| Рејхан Демирџић     |       |
| Михајло Мрваљевић   |       |
| Сеад Бејтовић       |       |
| Бранко Богуновић    |       |
| Џемал Дервишевић    |       |
| Јелена Човић        |       |
| Тања Кецојевић      |       |
| Божидар Буњевац     |       |